# 小行星8344
小行星8344（8344 Babette）是一颗绕太阳运转的小行星，为主小行星带小行星。该小行星于1987年1月19日发现。

## 轨道参数
小行星8344的轨道半长轴为355 427 399 km，2.3758516 UA，离心率为0.162。